# Spexiad
Spexiaderna var två nationella tävlingar i spex som anordnades av Riksspexbyrån. Spexföreningar från hela landet fick skicka in bidrag varav tre valdes ut att tävla i finalen i Stockholm.
Planen var att spexiaden skulle fortsätta med fyra års mellanrum, men Riksspexbyrån splittrades ganska snart. Tävling i spex har återuppstått i form av Spex-SM.

## 1989,Stockholms konserthus
deltagare och bidrag:
- LiSS: Den gula faran (vinnare)
- Lundaspexarna: Biggles i öknen
- NoNSEns: Unionsupplösningen

Jury: Stellan Sundahl, Magnus Härenstam, Anders Eriksson.

## 1992,Cirkus
Detta år var spexiaden sponsrad av Pripps, och reglerna var att spexet måste handla om företagets grundare Johan Albrecht Pripp samt innehålla en nyskriven ölvisa.
deltagare och bidrag:
- Kårspexet: Johan Albrecht eller Bryggare bliv vid din jäst eller Herre jästanes eller På jästfronten intet nytt (vinnare)
- LiSS: Johan Albrecht eller Terminator IIB
- NoNSEns: Johan Albrecht eller I väntan på god öl eller Pils ner i halsen (sannolikt det enda spexet i svartvitt som skådats)

Jury: Hans Källenius (dåvarande chef för Pripps) Anders Lundqvist, Lasse Åberg, Robert Broberg, Elisabeth Söderström (ersatte Stellan Sundahl).
Konferencier var Totte Wallin.